# PTT Spor Kulübü 2020-2021 (pallavolo femminile)
Questa voce raccoglie le informazioni riguardanti il PTT Spor Kulübü nelle competizioni ufficiali della stagione 2020-2021.

## Organigramma societario
Area direttiva
- Presidente: Ali İhsan Karaca

Area tecnica
- Allenatore: Mehmet Bedestenlioğlu
- Allenatore in seconda: Berk Çanakçı
- Assistente allenatore: Tolga Ateş, Adnan Paşaoğlu
- Scoutman: Tunahan Bayraktar

## Rosa
| N° | Nome                | Ruolo | Data di nascita   | Nazionalità sportiva |
| -- | ------------------- | ----- | ----------------- | -------------------- |
| 1  | Simay Kurt          | L     | 29 luglio 2000    | Turchia              |
| 2  | Aslı Koçoğlu        | P     | 2 ottobre 2000    | Turchia              |
| 3  | Dilşat Kavas        | C     | 26 giugno 2003    | Turchia              |
| 4  | Ece Morova          | P     | 27 gennaio 1998   | Turchia              |
| 5  | Mislina Kılıç       | S     | 30 marzo 1996     | Turchia              |
| 7  | Ceyda Aktaş         | O     | 18 agosto 1994    | Turchia              |
| 8  | Semra Özer          | S     | 19 gennaio 1994   | Turchia              |
| 9  | Aysun Alan          | L     | 12 settembre 2002 | Turchia              |
| 10 | Merve Tanyel        | S     | 6 febbraio 1996   | Turchia              |
| 11 | Hristina Ruseva     | C     | 1º ottobre 1991   | Bulgaria             |
| 14 | Emilija Nikolova    | O     | 26 dicembre 1991  | Bulgaria             |
| 15 | Bahar Akbay         | C     | 21 gennaio 1998   | Turchia              |
| 17 | Cansu Aydınoğulları | P     | 18 febbraio 1992  | Turchia              |
| 19 | Su Zent             | C     | 25 marzo 1996     | Turchia              |
| 20 | Lisvel Eve          | S     | 10 settembre 1991 | Rep. Dominicana      |

## Statistiche

### Statistiche di squadra
| Competizione     | Punti | In casa | In casa | In casa | In trasferta | In trasferta | In trasferta | Totale | Totale | Totale |
| Competizione     | Punti | G       | V       | P       | G            | V            | P            | G      | V      | P      |
| ---------------- | ----- | ------- | ------- | ------- | ------------ | ------------ | ------------ | ------ | ------ | ------ |
| Sultanlar Ligi   | 45    | 15      | 7       | 8       | 15           | 8            | 7            | 30     | 15     | 15     |
| Coppa di Turchia | 3     | 0       | 0       | 0       | 1            | 0            | 1            | 4      | 1      | 3      |
| Totale           | -     | 15      | 7       | 8       | 16           | 8            | 8            | 34     | 16     | 18     |

G = partite giocate; V = partite vinte; P = partite perse

### Statistiche dei giocatori
| Giocatore        | Campionato | Campionato | Campionato | Campionato | Campionato | Coppa di Turchia | Coppa di Turchia | Coppa di Turchia | Coppa di Turchia | Coppa di Turchia | Totale | Totale | Totale | Totale | Totale |
| Giocatore        | P          | PT         | AV         | MV         | BV         | P                | PT               | AV               | MV               | BV               | P      | PT     | AV     | MV     | BV     |
| ---------------- | ---------- | ---------- | ---------- | ---------- | ---------- | ---------------- | ---------------- | ---------------- | ---------------- | ---------------- | ------ | ------ | ------ | ------ | ------ |
| B. Akbay         | 23         | 111        | 72         | 31         | 8          | 3                | 12               | 8                | 2                | 2                | 26     | 123    | 80     | 33     | 10     |
| C. Aktaş         | 29         | 126        | 111        | 11         | 4          | 3                | 18               | 14               | 4                | 0                | 32     | 144    | 125    | 15     | 4      |
| A. Alan          | 7          | 1          | 0          | 0          | 1          | 1                | 0                | 0                | 0                | 0                | 8      | 1      | 0      | 0      | 1      |
| C. Aydınoğulları | 24         | 59         | 24         | 22         | 13         | 4                | 8                | 3                | 2                | 3                | 28     | 67     | 27     | 24     | 16     |
| L. Eve           | 23         | 191        | 160        | 19         | 12         | 3                | 25               | 22               | 3                | 0                | 26     | 216    | 182    | 22     | 12     |
| D. Kavas         | 18         | 9          | 3          | 3          | 3          | 0                | 0                | 0                | 0                | 0                | 18     | 9      | 3      | 3      | 3      |
| M. Kılıç         | 26         | 143        | 120        | 14         | 9          | 3                | 12               | 10               | 1                | 1                | 29     | 155    | 130    | 15     | 10     |
| A. Koçoğlu       | 5          | 3          | 3          | 0          | 0          | 1                | 0                | 0                | 0                | 0                | 6      | 3      | 3      | 0      | 0      |
| S. Kurt          | 30         | 0          | 0          | 0          | 0          | 4                | 0                | 0                | 0                | 0                | 34     | 0      | 0      | 0      | 0      |
| E. Morova        | 14         | 22         | 10         | 5          | 7          | 2                | 0                | 0                | 0                | 0                | 16     | 22     | 10     | 5      | 7      |
| E. Nikolova      | 27         | 513        | 450        | 40         | 25         | 4                | 76               | 66               | 5                | 5                | 31     | 589    | 516    | 45     | 30     |
| S. Özer          | 10         | 55         | 48         | 2          | 5          | 3                | 4                | 3                | 1                | 0                | 13     | 59     | 51     | 3      | 5      |
| H. Ruseva        | 28         | 324        | 200        | 102        | 22         | 4                | 40               | 23               | 12               | 5                | 32     | 364    | 223    | 114    | 27     |
| M. Tanyel        | 27         | 114        | 89         | 9          | 16         | 4                | 2                | 2                | 0                | 0                | 31     | 116    | 91     | 9      | 16     |
| S. Zent          | 24         | 76         | 53         | 13         | 10         | 3                | 5                | 1                | 3                | 1                | 27     | 81     | 54     | 16     | 11     |

P = presenze; PT = punti totali; AV = attacchi vincenti; MV = muri vincenti; BV = battute vincenti